# Lylyjärvi (sjö i Suonenjoki, Norra Savolax)
Lylyjärvi är en sjö i kommunen Suonenjoki i landskapet Norra Savolax i Finland. Sjön ligger 113 meter över havet. Den är 17 meter djup. Arean är 98 hektar och strandlinjen är 5,81 kilometer lång. Sjön  ingår i Kymmene älvs huvudavrinningsområde.   Den ligger omkring 38 kilometer sydväst om Kuopio och omkring 300 kilometer norr om Helsingfors. 